# Igor Bišćan
Igor Bišćan (Zagreb, 4 mei 1978) is een Kroatisch voormalig voetballer en huidig voetbaltrainer. Hij kon op veel posities uit de voeten, maar speelde meestal als centrale verdediger of verdedigende middenvelder. Bišćan begon zijn carrière in eigen land bij Dinamo Zagreb. Na voor topclubs in het buitenland gespeeld te hebben, keerde hij in 2007 weer terug bij de grootste club van Kroatië. In april 2012 verliet hij Dinamo Zagreb om onbekende redenen. In juni 2012 kondigde Bišćan aan dat hij zou stoppen met professioneel voetbal. In april 2023 werd hij trainer van Dinamo Zagreb.

## Spelerscarrière

### Begin van carrière
In 1997 mocht Bišćan zich voor het eerst melden bij het eerste elftal van een profclub, namelijk bij Dinamo Zagreb. In zijn eerste seizoen werd hij uitgeleend aan een kleinere club uit Kroatië. Hij speelde één jaar bij NK Samobor, waarvoor hij twaalf keer in actie kwam en één keer scoorde. In het seizoen 1998/1999 mocht Bišćan terugkeren bij de club uit de hoofdstad. Dat jaar brak hij definitief door en werd hij ondanks zijn jeugdige leeftijd aanvoerder van Dinamo Zagreb. Als captain van de club won hij zowel in 1999 als in 2000 het Kroatisch landskampioenschap en verdiende Bišćan een uitnodiging voor het nationale elftal van Kroatië, op dat moment de nummer drie van het WK. Tot en met halverwege het seizoen 2000/2001 bleef Bišćan bij Dinamo Zagreb blijven, waarop Liverpool FC hem overnam spelen. Voor Dinamo speelde hij in totaal 72 competitiewedstrijden, waarin hij elk keer scoorde.

### Liverpool
Op 8 december 2000 nam Liverpool FC Bišćan voor 5.5 miljoen pond over van Dinamo Zagreb. Ook onder meer Ajax, Juventus, FC Barcelona en AC Milan waren in zijn diensten geïnteresseerd. Liverpool-trainer Gérard Houllier trok hem in eerste instantie aan als middenvelder om in die linie samen te spelen met spelers als de Engelsman Steven Gerrard, de Duitser Dietmar Hamann en de Schot Gary McAllister. Al snel besloot Houllier de Kroaat liever als centrale verdediger te gebruiken, terwijl hij soms ook als back of buitenspeler op het veld verscheen. Bišćan debuteerde voor Liverpool als wissel voor Christian Ziege in de met 1-0 verloren competitiewedstrijd tegen Ipswich Town. Onder het bewind van Houlier kwam Bišćan redelijk vaak aan spelen toe. Hij maakte geen deel uit van het team van Liverpool dat in het seizoen 2000/2001 de UEFA Cup won, omdat hij daarvoor niet ingeschreven werd.
In 2004 werd Rafael Benítez de nieuwe trainer van Liverpool. Onder hem namen de speelkansen voor Bišćan rap af. In twee seizoenen onder Benítez kwam hij tot 23 optredens, terwijl hij in het seizoen voor de komst van Benítez nog 39 speelde (waarvan 30 de hele wedstrijd). Het voetbaljaar 2004/2005 was Bišćans laatste bij Liverpool FC. Op 15 mei 2005 speelde de Kroaat zijn laatste officiële wedstrijd voor Liverpool, tegen Aston Villa in de Premier League. Daarna vertrok hij naar Panathinaikos. Voor Liverpool speelde Bišćan in totaal 72 competitiewedstrijden, waarin hij twee keer scoorde.

### Panathinaikos
Het Griekse Panathinaikos trok Bišćan op 15 juni 2005 transfervrij aan. Hier speelde hij wederom als middenvelder, samen met onder meer Flávio Conceiçao. Hij haalde er nooit zijn Liverpool-niveau. Zowel het bestuur als de fans waren teleurgesteld in hem, waardoor hij in juni van het jaar 2007 terug mocht keren naar zijn vaderland. Voor Panathinaikos kwam Bišćan in 36 competitiewedstrijden in actie, waarin hij drie keer scoorde.

### Terug bij Dinamo Zagreb
Ondanks pogingen van de directeur van Dinamo Zagreb Zdravko Mamić om de middenvelder terug te halen naar zijn oude club, bleef Bišćan eerst een half seizoen clubloos. In december 2007 tekende hij alsnog een nieuw contract bij Dinamo. In eerste instantie werd hij hevig bekritiseerd door de fans, omdat hij zijn niveau niet zou halen. Na het vertrek van Luka Modrić naar Tottenham Hotspur werd Bišćan echter opnieuw aanvoerder van Dinamo Zagreb en leidde hij de club, net als in zijn eerste periode bij de club, naar landskampioenschappen.

## Interlandcarrière
Bišćan mocht zich in 1999 voor het eerst melden bij de nationale selectie voor het Kroatisch voetbalelftal. Na eerst een wedstrijd voor het B-elftal van zijn land gespeeld te hebben, maakte Bišćan zijn officiële debuut voor Kroatië op 13 juni 1999 tegen Macedonië. Datzelfde jaar nog maakte hij zijn eerste en enige interlanddoelpunt, tegen Mexico. Tot en met 2001 bleef Bišćan vast deel uitmaken van het nationale elftal, maar door hevige concurrentie met onder meer Niko Kovač en Robert Prosinečki speelde Bišćan sinds 2001 geen interlands meer. Wel mocht hij zich in 2003 opnieuw melden bij een trainingskamp van het nationale elftal, maar nadat hij dit verliet kreeg hij een schorsing van de Kroatische voetbalbond opgelegd. Sindsdien weigert Bišćan te spelen voor Kroatië, ondanks dat geen officieel afscheid van het nationale elftal heeft aangekondigd.

## Statistieken

### Internationale wedstrijden
| #      | Datum      | Wedstrijd             | Uitslag | Soort Wedstrijd      | Goals |
| ------ | ---------- | --------------------- | ------- | -------------------- | ----- |
| 1.     | 05-06-1999 | Kroatië - Macedonië   | 1-1     | EK Kwalificatie 2000 | 0     |
| 2.     | 13-06-1999 | Kroatië - Egypte      | 2-2     | Vriendschappelijk    | 0     |
| 3.     | 16-06-1999 | Mexico - Kroatië      | 1-2     | Vriendschappelijk    | 1     |
| 4.     | 19-06-1999 | Zuid-Korea - Kroatië  | 1-1     | Vriendschappelijk    | 0     |
| 5.     | 18-08-1999 | Kroatië - Servië      | 0-0     | EK Kwalificatie 2000 | 0     |
| 6.     | 21-08-1999 | Kroatië - Malta       | 2-1     | EK Kwalificatie 2000 | 0     |
| 7.     | 09-10-1999 | Servië - Kroatië      | 2-2     | EK Kwalificatie 2000 | 0     |
| 8.     | 26-04-2000 | Oostenrijk - Kroatië  | 1-2     | Vriendschappelijk    | 0     |
| 9.     | 16-08-2000 | Kroatië - Slowakije   | 1-1     | Vriendschappelijk    | 0     |
| 10.    | 02-09-2000 | Kroatië - België      | 0-0     | WK Kwalificatie 2002 | 0     |
| 11.    | 11-10-2000 | Schotland - Kroatië   | 1-1     | WK Kwalificatie 2002 | 0     |
| 12.    | 28-02-2001 | Oostenrijk - Kroatië  | 0-1     | Vriendschappelijk    | 0     |
| 13.    | 25-04-2001 | Kroatië - Griekenland | 2-2     | Vriendschappelijk    | 0     |
| 14.    | 15-08-2001 | Kroatië - Ierland     | 2-2     | Vriendschappelijk    | 0     |
| 15.    | 01-09-2001 | Schotland - Kroatië   | 0-0     | WK Kwalificatie 2002 | 0     |
| Totaal | Totaal     | Totaal                | Totaal  | Totaal               | 1     |

## Erelijst
Samobor
- 2. HNL: 1995/96 (west)

 Dinamo Zagreb
- 1. HNL: 1997/98, 1998/99, 1999/2000, 2007/08, 2008/09, 2008/09, 2010/11, 2011/12
- Hrvatski nogometni kup: 1997/98, 2007/08, 2008/09, 2010/11
- Hrvatski nogometni superkup: 2010

 Liverpool
- Football League Cup: 2000/01
- FA Charity Shield: 2001
- UEFA Super Cup: 2001
- UEFA Champions League: 2004/05